# Давнє середземноморське підцарство

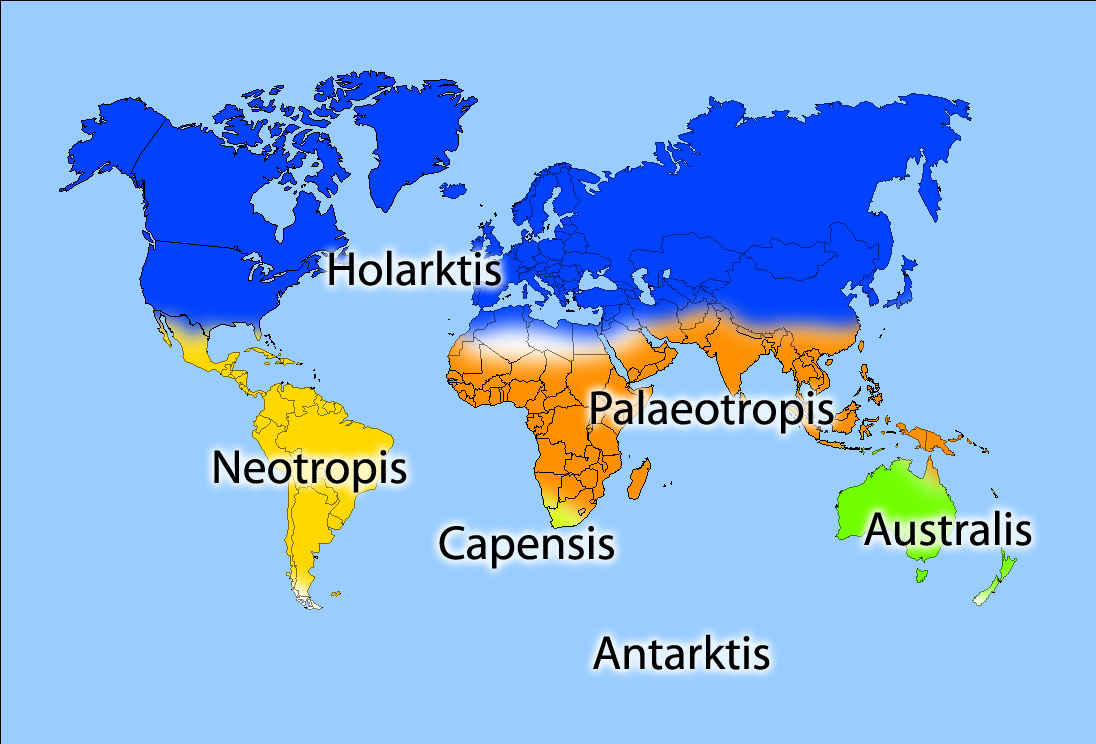
Карта флористичного районування

Давнє середземноморське підцарство — частина Голарктики у флористичному районуванні в біогеографії і екології. Охоплює величезну територію — так звану  Макаронезію (декілька архіпелагів в Атлантичному океані), європейське Середземномор'я, Передню і Середню Азію, і доходить до Монголії на сході.
Рослинний покрив цієї зони різноманітний — від вологих вічнозелених лісів (Макаронезія) до пустельних формацій (Центральна Азія). Історія розвитку цього регіону і його окремих областей має спільні риси. Флора його розвивалася на узбережжях величезного древнього океану Тетісу. Більшість рослин тут — східного походження. Ареали багатьох з них пересунулися на захід. Вихідці з тропічної флори відіграють помітну роль в його складі, особливо в Макаронезії і Сахаро-аравійській області (родина лаврових і пальми). До складу підцарства входять:
- Макаронезійська область
- Сахаро-аравійська область
- Ірано-Туранська область
- Середземноморська область